# Celestina Popa
Celestina Popa (n. 12 iulie 1970, Ploiești, România) este o fostă gimnastă română de talie mondială, medaliată cu argint olimpic la Seul 1988.
A făcut studiile la Școala Generală Nr. 20 Ploiești, apoi la Liceul de Gimnastică Deva, după care a urmat cursurile Institutului de Educație Fizică și Sport București.
Celestina Popa predă gimnastica în Canada din 1994. În anul 2009, a deschis o școală de gimnastică în localitatea canadiană Maple Ridge.
A primit Decorația „Maestră a Sportului”.
În 2013 ea a devenit cetățean de onoare al Ploieștiului.